# Wilson Tucker
Arthur Wilson "Bob" Tucker, född 23 november 1914, död 6 oktober 2006, var en amerikansk författare till både science fiction och deckare.
Tucker blev aktiv inom science fiction-fandom 1932. Han skrev inte bara romaner utan också fanzin - The Planetoid och mellan åren 1938 och 1975 publicerade han Le Zombie.

## Romaner
- The Chinese Doll (1946)
- To Keep or Kill (1947)
- The Dove (1948)
- The Stalking Man (1949) (Hämnaren, Bra Deckare, 1982)
- The City in the Sea (1951)
- Red Herring (1951)
- The Long, Loud Silence (1952) (Den långa tystnaden Kindberg, 1979, ISBN 91-85668-10-9)
- Man from Tomorrow (1954) (Spion från framtiden Wennerberg, 1959, Rymd-böckerna, 99-1891405-X ; 18)
- The Man in My Grave (1956)
- The Hired Target (1957)
- The Lincoln Hunters (1958) (Tidsjakten Laissez faire, 1984, Nova science fiction, ISBN 91-7648-019-4)
- To the Tombaugh Station (1960)
- Last Stop (1963)
- A Procession of the Damned (1965)
- The Warlock (1967)
- The Year of the Quiet Sun (1970)
- This Witch (1971)
- Ice and Iron (1974)
- Resurrection Days (1981)